# Théminettes
Théminettes är en kommun i departementet Lot i regionen Occitanien i södra Frankrike. Kommunen ligger i kantonen Lacapelle-Marival som tillhör arrondissementet Figeac. År 2022 hade Théminettes 182 invånare.

## Befolkningsutveckling
Antalet invånare i kommunen Théminettes
| Referens: INSEE |